# ギヨーム4世 (アキテーヌ公)
アキテーヌ公ギヨーム4世（Guillaume IV, duc d'Aquitaine, 935年 - 994年2月3日 ）誇武装公（ラテン語: Ferox brachium）、他に鉄腕公を意味するフィエラブラ（フランス語: Fier-à-bras）もしくはフィエラブラス（フランス語: Fièrebrace）と称された。
中世フランスの貴族でポワティエ家の先代であった父ギヨーム3世（910年もしくは915年 - 963年）の死後、アキテーヌ公及びポワティエ伯（ポワティエ伯としてはギヨーム2世）位を継承した（在位：963年 - 990年）。

## 生涯
ギヨーム4世はアキテーヌ公ギヨーム3世とノルマンディー公ロロの娘ゲロック（870年 - 927年、後にアデルと改名）の息子であった。父ギヨーム3世は、963年に退位し、ポワティエのサン・シプリアン修道院に隠棲した。その時、アキテーヌ公とポワティエ伯の称号を息子に残し、オーヴェルニュ領をクレルモン家のロベール2世に割譲し、副伯とした。ギヨーム4世の治世の始まりは多くの戦争によって特徴づけられ、ポワトゥーの臣下である領主や副伯に権威を与えた。しばしばアンジュー伯と戦い、最初はルーダン（フランス語）を占領したアンジュー伯ジョフロワ1世（? - 987年）と戦った。
968年、ブロワ家のティボー1世と妻リューガルド・ド・ヴェルマンドワの娘エマ（もしくはエメリーヌ）と結婚した。しかし、ギヨーム4世が多くの女性と不倫関係になった他、趣味の狩猟に夢中になったあまりに頻繁に邸宅を留守にし、妃エマとの結婚生活は荒れたものとなった。
同年、ギヨームの実妹アデライード（952年 - 1004年）が、アキテーヌと王家の和平交渉のためにユーグ・カペーと結婚しフランス王妃となった。新たにフランス王として選出されたユーグ・カペー（940年 - 996年）がアキテーヌ公領の統治権を主張し、アキテーヌに侵攻してきた際、ギヨームは領地を守るために王家と戦った。
ギヨーム4世は当初、内叔父にあたるリモージュ司教エブルの後見人となっていた。政権を握ったギヨームは、義弟ユーグ・カペーのもとでカペー派の者と親密になった。しかし、そのためにカロリング王家のロテールとの関係が悪化し、後979年、西フランク王ロテールはコンピエーニュでフランス国王に戴冠した息子ルイ5世にアキテーヌ王国を返還し副王とし、982年にはオーヴェルニュでルイと妃アデライード・ダンジューに盛大な結婚式を挙げさせた。副王ルイの存在により、領内でギヨーム4世自身の立場が問われることになった。しかし、ロテールはすぐにアキテーヌは既にその公爵であるギヨーム4世によって支配されていることを悟り、アキテーヌ君主の座を辞すると息子ルイ5世をパリの王宮に送り戻し、この一件は終結した。
988年には、新たにフランス王に選ばれた義弟ユーグ・カペーと戦争になったが、カペーは王として認められなかった。カペーは、前代西フランク王ロテールが、ギヨーム4世の父ギヨーム3世と和解し、伯位を放棄する前に、アキテーヌ公領を与えてくれたことを思い出した。カペーは新たにアキテーヌ公領の統治権を要求し、降伏を拒否した後、988年にアキテーヌに侵攻したが、フランス王軍はロワール渓谷の平原で敗退した。
ギヨーム4世はまた、カロリング朝最後の正統な後継者であった下ロートリンゲン公シャルルの次男で、ユーグ・カペーによりパリで投獄されていた当時幼少であったルイ（フランス語版）（980年頃 - 1010年）を引き取った。ギヨームはポワティエの宮殿をルイに開放し、ルイをフランスの真の王位継承者と見なし、王族として扱った。
ギヨーム4世の不貞の中でも特に臣下トゥアール副伯エルベール1世夫人アルデアルド・ドルネーとの関係に嫌気がさした妃エマはアルデアルドに苛烈な制裁を与えた後、シノン城に移り住み長い間ギヨームと別居し、ついにギヨームは父ギヨーム3世と同様僧籍に入り俗世を離れ、サン・メクサン修道院に隠棲し、エマを摂政とし、若年であった息子ギヨームに代わりアキテーヌの統治を任せた。おそらくアキテーヌの修道僧たちが不実な領主のことを論じたがらなかったかったため、ギヨーム4世の記録文書は文書資料から姿を消した。
元妃エマと和解した後、ギヨームは宗教施設の寛大なパトロンとみなされるようになり、989年にはベネディクト会のマイユゼ修道院を設立した。993年1月に再びアキテーヌの宮殿にしばらくの間現れ、翌年994年2月3日に臨終の際には修道服を身につけて没している。
後にギヨームの次男エブルは997年になってすぐに死去している。

## 子女
諸説あるが、妃エマ・ド・ブロワとの間に少なくとも以下2男に恵まれている。
- ギヨーム5世（969年 - 1030年） - アキテーヌ公位及びポワティエ伯位を継承
- エブル（967年頃 - 997年以降） - 早世